# Elbert Root
Elbert Alonzo Root (Charleston, 20 luglio 1915 – Boston, 15 luglio 1983) è stato un tuffatore statunitense. Ha rappresentato gli Stati Uniti ai Giochi olimpici estivi di Berlino 1936, vincendo la medaglia d'argento nel concorso dei tuffi dalla piattaforma 10 metri.

## Palmarès
- Giochi olimpici

Berlino 1936: argento nella piattaforma